# Троица (Молдова)
Троица (рум. Troița) — село в Леовском районе Молдавии. Наряду с сёлами Вознесень и Троян входит в состав коммуны Вознесень.

## История
Село основано в 1896 году болгарскими переселенцами из села Чумлек (ныне Виноградовка, Тарутинский район, Украина).

## География
Село расположено на высоте 60 метров над уровнем моря.
Периметр населённого пункта равняется 7.02 км.
Расстояние от Троицы до районного центра города Леова составляет 25 км, до столицы Республики Молдова муниципия Кишинёв — 73 км. Храм села отмечается в день Святой Троицы.

## Население
По данным переписи населения 2004 года, в селе Троица проживает 367 человек (174 мужчины, 193 женщины).
Этнический состав села:
| Национальность | Число жителей | Процентный состав |
| -------------- | ------------- | ----------------- |
| болгары        | 316           | 86.1              |
| молдаване      | 30            | 8.17              |
| русские        | 8             | 2.18              |
| гагаузы        | 8             | 2.18              |
| украинцы       | 4             | 1.09              |
| прочие         | 1             | 0.27              |
| Всего          | 367           | 100 %             |

## Достопримечательности
- Троянов вал